# Circuits continentaux de cyclisme 2008
Les Circuits continentaux de cyclisme 2008, ont lieu du 1er octobre 2007 (le 15 pour les courses européennes) au 30 septembre 2008 (le 14 octobre pour les courses européennes). Ils rassemblent toutes les courses cyclistes internationales n'appartenant pas au ProTour.

## Africa Tour

### Calendrier des principales épreuves
Ce calendrier présente les courses de première classe de l'UCI Africa Tour (ce circuit ne comprend pas d'épreuves « HC »), et leurs vainqueurs. C'est la première fois depuis la création des circuits continentaux en 2005 que l'Afrique accueille des courses de première classe. À l'exception de la Tropicale Amissa Bongo créée en 2006, ces courses connaissent leur première édition en 2008.
| Date          | Nom et localisation de la course    | Nom et nationalité du vainqueur | Son équipe            |
| 16-20 janvier | Tropicale Amissa Bongo              | Lilian Jégou                    | La Française des jeux |
| 2 février     | Intaka Tech Worlds View Challenge 1 | Manuel Quinziato                | Liquigas              |
| 3 février     | Intaka Tech Worlds View Challenge 2 | Leonardo Bertagnolli            | Liquigas              |
| 4 février     | Intaka Tech Worlds View Challenge 3 | Robert Hunter                   | Barloworld            |
| 6 février     | Intaka Tech Worlds View Challenge 4 | Robert Hunter                   | Barloworld            |
| 7 février     | Intaka Tech Worlds View Challenge 5 | Manuel Quinziato                | Liquigas              |
| 7-12 mars     | Tour ivoirien de la Paix            | Rony Martias                    | Bouygues Telecom      |

### Classements finals
Classement individuel
|    | Coureur               | Pays           | Équipe                | Pts |
| 1  | Nicholas White        | Afrique du Sud | MTN                   | 241 |
| 2  | Jay Robert Thomson    | Afrique du Sud | MTN                   | 184 |
| 3  | Robert Hunter         | Afrique du Sud | Barloworld            | 165 |
| 4  | Hassen Ben Nasser     | Tunisie        |                       | 132 |
| 4  | Christoff van Heerden | Afrique du Sud | Konica Minolta-Bizhub | 132 |
| 6  | Adil Jelloul          | Maroc          |                       | 128 |
| 7  | Azzedine Lagab        | Algérie        |                       | 118 |
| 8  | Malcolm Lange         | Afrique du Sud | MTN                   | 108 |
| 9  | Ian McLeod            | Afrique du Sud | MTN                   | 106 |
| 10 | Christian Pfannberger | Autriche       | Barloworld            | 103 |

Classement par équipes
|    | Équipes               | Pays           | Pts |
| 1  | MTN                   | Afrique du Sud | 885 |
| 2  | Barloworld            | Royaume-Uni    | 409 |
| 3  | Neotel                | Afrique du Sud | 282 |
| 4  | Doha Team             | Qatar          | 227 |
| 5  | Konica Minolta-Bizhub | Afrique du Sud | 150 |
| 6  | Dukla Trenčín Merida  | Slovaquie      | 133 |
| 7  | Cinelli-OPD           | Saint-Marin    | 132 |
| 8  | Bretagne Armor Lux    | France         | 116 |
| 9  | House of Paint        | Afrique du Sud | 94  |
| 10 | LPR Brakes            | Irlande        | 82  |

## America Tour

### Calendrier des principales épreuves
Ce calendrier présente les courses de première catégorie et hors catégorie (en gras), et leurs vainqueurs.
| Date           | Nom et localisation de la course         | Nom et nationalité du vainqueur | Son équipe      |
| 17-24 février  | Tour de Californie                       | Levi Leipheimer                 | Astana          |
| 13 avril       | U.S. Cycling Open                        |                                 |                 |
| 21-27 avril    | Tour de Géorgie                          | Kanstantsin Siutsou             | High Road       |
| 3 juin         | Commerce Bank Lancaster Classic          | Yuriy Metlushenko               | Amore & Vita    |
| 5 juin         | Commerce Bank Reading Classic            | Óscar Sevilla                   | Rock Racing     |
| 8 juin         | Commerce Bank International Championship | Matti Breschel                  | CSC             |
| 22-24 août     | The Colorado Stage Race                  | Annulée                         |                 |
| 8-14 septembre | Tour du Missouri                         | Christian Vande Velde           | Garmin-Chipotle |

### Classements finals
Classement individuel
|    | Coureur                   | Pays       | Équipe                         | Pts |
| 1  | Manuel Medina             | Venezuela  |                                | 232 |
| 2  | Svein Tuft                | Canada     | Symmetrics                     | 219 |
| 3  | Christian Vande Velde     | États-Unis | Garmin-Chipotle                | 211 |
| 4  | Carlos José Ochoa         | Venezuela  | Serramenti PVC Diq.-Androni G. | 198 |
| 5  | Pedro Pablo Perez Marquez | Cuba       |                                | 180 |
| 6  | Henry Mendez Raabe        | Costa Rica |                                | 162 |
| 7  | Gil Cordovés              | Cuba       |                                | 153 |
| 8  | Artur García              | Venezuela  |                                | 146 |
| 9  | Óscar Sevilla             | Espagne    | Rock Racing                    | 131 |
| 10 | Byron Guama De La Cruz    | Équateur   | Canel's Turbo Mayordomo        | 128 |

Classement par équipes
|    | Équipe                                          | Pays       | Pts    |
| 1  | Garmin-Chipotle                                 | États-Unis | 677    |
| 2  | Symmetrics                                      | Canada     | 531.66 |
| 3  | Tecos de la Universidad Autónoma de Guadalajara | Mexique    | 379.75 |
| 4  | Rock Racing                                     | États-Unis | 349    |
| 5  | Canel's Turbo Mayordomo                         | Mexique    | 343    |
| 6  | Serramenti PVC Diq.-Androni G.                  | Venezuela  | 293    |
| 7  | Colombia es Pasion                              | Colombie   | 263    |
| 8  | Kelly Benefit Strategies-Medifast               | États-Unis | 230    |
| 9  | Toyota-United Pro Cycling Team                  | États-Unis | 229.5  |
| 10 | Scott-Marcondes Cesar-São José dos Campos       | Brésil     | 206    |

## Asia Tour

### Calendrier des principales épreuves
Ce calendrier présente les courses de première classe et hors classe (en gras) et leurs vainqueurs.
| Date                   | Nom et localisation de la course | Nom et nationalité du vainqueur | Son équipe                   |
| 28 octobre 2007        | Japan Cup                        | Manuele Mori                    | Saunier Duval-Prodir         |
| 3-10 novembre 2007     | Tour de Hainan                   | Robert Radosz                   | Action-Uniqa                 |
| 27 janvier-1er février | Tour du Qatar                    | Tom Boonen                      | Quick Step                   |
| 9-17 février           | Tour de Langkawi                 | Ruslan Ivanov                   | Serramenti PVC Diquigiovanni |
| 12-20 juillet          | Tour du lac Qinghai              | Tyler Hamilton                  | Rock Racing                  |

### Classements finals
Classement individuel
|    | Coureur           | Pays        | Équipe                    | Pts    |
| 1  | Hossein Askari    | Iran        | Tabriz Petrochemical Team | 240.66 |
| 2  | Ghader Mizbani    | Iran        | Tabriz Petrochemical Team | 205.66 |
| 3  | Hossein Nateghi   | Iran        | Tabriz Petrochemical Team | 204    |
| 4  | Mahdi Sohrabi     | Iran        |                           | 195    |
| 5  | Takashi Miyazawa  | Japon       | Meitan Hompo-GDR          | 192    |
| 6  | Ahad Kazemi       | Iran        | Tabriz Petrochemical Team | 175.66 |
| 7  | Robert Radosz     | Pologne     |                           | 163    |
| 8  | Tyler Hamilton    | États-Unis  | Rock Racing               | 154    |
| 9  | Taiji Nishitani   | Japon       | Aisan Racing Team         | 132    |
| 10 | Sergueï Lagoutine | Ouzbékistan | Collstrop                 | 131    |

Classement par équipes
|    | Équipes                      | Pays           | Pts    |
| 1  | Tabriz Petrochemical Team    | Iran           | 909.64 |
| 2  | Meitan Hompo-GDR             | Japon          | 545    |
| 3  | Skil-Shimano                 | Pays-Bas       | 338.6  |
| 4  | LeTua Cycling Team           | Malaisie       | 279    |
| 5  | Trek-Marco Polo              | Chine          | 278    |
| 6  | Serramenti PVC Diquigiovanni | Venezuela      | 273    |
| 7  | Giant Asia Racing            | Taipei chinois | 252    |
| 8  | Aisan Racing Team            | Japon          | 242    |
| 9  | Rock Racing                  | États-Unis     | 204    |
| 10 | Katyusha                     | Russie         | 182    |

## Oceania Tour

### Calendrier des principales épreuves
Du fait de l'intégration du Tour Down Under au ProTour, l'UCI Oceania Tour ne comprend plus d'épreuve hors-classe, et n'est composé que de quatre épreuves, dont une de première classe, le Jayco Herald Sun Tour qui a lieu en Australie durant le mois d'octobre.
| Date               | Nom et localisation de la course | Nom et nationalité du vainqueur | Son équipe |
| 15-21 octobre 2007 | Jayco Herald Sun Tour            | Matthew Wilson                  | Unibet.com |

### Classements finals
Classement individuel
|    | Coureur          | Pays             | Équipe                       | Pts |
| 1  | Hayden Roulston  | Nouvelle-Zélande |                              | 193 |
| 2  | Travis Meyer     | Australie        | Southaustralia.com-AIS       | 91  |
| 3  | Joseph Chapman   | Nouvelle-Zélande |                              | 77  |
| 4  | Paul Odlin       | Nouvelle-Zélande |                              | 60  |
| 5  | Joost van Leijen | Pays-Bas         | Van Vliet-EBH Elshof         | 52  |
| 6  | Marc Ryan        | Nouvelle-Zélande |                              | 50  |
| 7  | Gordon McCauley  | Nouvelle-Zélande |                              | 46  |
| 8  | David Pell       | Australie        | Savings & Loans Cycling Team | 43  |
| 8  | Rory Sutherland  | Australie        | Health Net                   | 43  |
| 10 | Clinton Avery    | Nouvelle-Zélande |                              | 40  |
| 10 | Julian Dean      | Nouvelle-Zélande | Garmin-Chipotle              | 40  |
| 10 | Tim Decker       | Australie        |                              | 40  |

Classement par équipes
|    | Équipes                            | Pays       | Pts |
| 1  | Southaustralia.com-AIS             | Australie  | 174 |
| 2  | Bissell Pro Cycling Team           | Australie  | 103 |
| 3  | Savings & Loans Cycling Team       | Australie  | 100 |
| 4  | Van Vliet-EBH Elshof               | Pays-Bas   | 52  |
| 5  | Garmin-Chipotle                    | États-Unis | 48  |
| 6  | Health Net                         | États-Unis | 43  |
| 7  | Praties                            | Australie  | 36  |
| 8  | Toyota-United Pro Cycling Team     | États-Unis | 35  |
| 9  | Drapac-Porsche Development Program | Australie  | 23  |
| 10 | Pezula Racing                      | Irlande    | 18  |
| 10 | Budget Forklifts                   | Australie  | 18  |

## Europe Tour
L'UCI Europe Tour présente le calendrier de courses le plus fourni des cinq circuits continentaux, avec plus de 300 épreuves. Il a la particularité, en 2008, de comprendre les épreuves organisées par Amaury Sport Organisation, Unipublic et RCS MediaGroup, qui ont retiré leurs courses du ProTour. Ces épreuves, qui ne rentrent pas dans la classification des circuits continentaux et ne devraient pas délivrer de points en vue de l'établissement des classements, sont visibles dans les lignes orange du calendrier ci-dessous. Y sont également présentées les épreuves de première classe et hors-classe (en gras) de l'UCI Europe Tour, ainsi que leur vainqueur.

### Calendrier des principales épreuves

#### Octobre 2007
| Date | Nom et localisation de la course | Nom et nationalité du vainqueur | Son équipe      |
| ---- | -------------------------------- | ------------------------------- | --------------- |
| 21   | Chrono des Herbiers              | László Bodrogi                  | Crédit agricole |
| 27   | Florence-Pistoia                 | Boris Shpilevsky                | Kio Ene         |

#### Février 2008
| Date        | Nom et localisation de la course         | Nom et nationalité du vainqueur | Son équipe            |
| ----------- | ---------------------------------------- | ------------------------------- | --------------------- |
| 3           | Grand Prix d'ouverture La Marseillaise   | Hervé Duclos-Lassalle           | Cofidis               |
| 6-10        | Étoile de Bessèges                       | Yury Trofimov                   | Bouygues Telecom      |
| 9           | Grand Prix de la côte étrusque           | Alessandro Petacchi             | Team Milram           |
| 10          | Trofeo Mallorca                          | Philippe Gilbert                | La Française des jeux |
| 11          | Trofeo Cala Millor-Cala Bona             | Graeme Brown                    | Rabobank              |
| 11-13       | Tour de la province de Reggio de Calabre | Daniele Pietropolli             | Team LPR              |
| 12          | Trofeo Pollenca                          | José Joaquín Rojas              | Caisse d'Épargne      |
| 13          | Trofeo Soller                            | Philippe Gilbert                | La Française des jeux |
| 13-17       | Tour méditerranéen                       | Alexandre Botcharov             | Crédit agricole       |
| 14          | Trofeo Calvia                            | Gert Steegmans                  | Quick Step            |
| 15-17       | Tour de la province de Grosseto          | Filippo Pozzato                 | Liquigas              |
| 17-21       | Tour d'Andalousie                        | Pablo Lastras                   | Caisse d'Épargne      |
| 20-24       | Tour de l'Algarve                        | Stijn Devolder                  | Quick Step            |
| 23          | Trofeo Laigueglia                        | Luca Paolini                    | Acqua & Sapone        |
| 24          | Tour du Haut-Var                         | Davide Rebellin                 | Gerolsteiner          |
| 26/02-01/03 | Tour de la Communauté valencienne        | Rubén Plaza                     | Benfica               |

#### Mars 2008
| Date  | Nom et localisation de la course        | Nom et nationalité du vainqueur | Son équipe            |
| ----- | --------------------------------------- | ------------------------------- | --------------------- |
| 1     | Het Volk                                | Philippe Gilbert                | La Française des jeux |
| 2     | Clásica de Almería                      | Juan José Haedo                 | Team CSC              |
| 2     | Grand Prix de Lugano                    | Rinaldo Nocentini               | AG2R La Mondiale      |
| 2     | Kuurne-Bruxelles-Kuurne                 | Steven de Jongh                 | Quick Step            |
| 4-8   | Tour de Murcie                          | Alejandro Valverde              | Caisse d'Épargne      |
| 5     | Le Samyn                                | Philippe Gilbert                | La Française des jeux |
| 7-9   | Trois Jours de Flandre-Occidentale      | Bobbie Traksel                  | P3Transfer-Batavus    |
| 8     | Monte Paschi Eroica                     | Fabian Cancellara               | Team CSC              |
| 9-16  | Paris-Nice                              | Davide Rebellin                 | Gerolsteiner          |
| 12-18 | Tirreno-Adriatico                       | Fabian Cancellara               | Team CSC              |
| 13-16 | Tour du district de Santarém            | Maurizio Biondo                 | Ceramica Flaminia     |
| 19    | Nokere Koerse                           | Wouter Weylandt                 | Quick Step            |
| 22    | Milan-San Remo                          | Fabian Cancellara               | Team CSC              |
| 23    | Cholet-Pays de Loire                    | Janek Tombak                    | Mitsubishi-Jartazi    |
| 23    | Tour du Groene Hart                     | Tomas Vaitkus                   | Astana                |
| 24    | Tour de Cologne                         | Annulé                          |                       |
| 24-28 | Tour de Castille-et-León                | Alberto Contador                | Astana                |
| 25-29 | Semaine internationale Coppi et Bartali | Cadel Evans                     | Silence-Lotto         |
| 26    | À travers les Flandres                  | Sylvain Chavanel                | Cofidis               |
| 29    | Grand Prix E3                           | Kurt Asle Arvesen               | Team CSC              |
| 29-30 | Critérium international                 | Jens Voigt                      | Team CSC              |
| 30    | GP Llodio                               | Héctor Guerra                   | Liberty Seguros       |
| 30    | Flèche brabançonne                      | Sylvain Chavanel                | Cofidis               |

#### Avril 2008
| Date  | Nom et localisation de la course | Nom et nationalité du vainqueur | Son équipe            |
| ----- | -------------------------------- | ------------------------------- | --------------------- |
| 1er-3 | Trois Jours de La Panne          | Joost Posthuma                  | Rabobank              |
| 1er-6 | Semaine cycliste lombarde        | Danilo Di Luca                  | LPR Brakes            |
| 4     | Route Adélie                     | Kevyn Ista                      | Agritubel             |
| 5     | Grand Prix Miguel Indurain       | Fabian Wegmann                  | Gerolsteiner          |
| 5     | Hel van het Mergelland           | Tony Martin                     | Team High Road        |
| 6     | Grand Prix de la ville de Rennes | Mikhaylo Khalilov               | Ceramica Flaminia     |
| 8-11  | Circuit de la Sarthe             | Thomas Voeckler                 | Bouygues Telecom      |
| 9-13  | Tour de l'Alentejo               | Héctor Guerra                   | Liberty Seguros       |
| 10    | Grand Prix Pino Cerami           | Patrick Calcagni                | Barloworld            |
| 12    | Tour de Drenthe                  | Coen Vermeltfoort               | Rabobank Cont.        |
| 13    | Paris-Roubaix                    | Tom Boonen                      | Quick Step            |
| 13    | Klasika Primavera                | Damiano Cunego                  | Lampre                |
| 13-20 | Tour de Turquie                  | David García Dapena             | Karpin Galicia        |
| 15    | Paris-Camembert                  | Alejandro Valverde              | Caisse d'Épargne      |
| 16    | Grand Prix de l'Escaut           | Mark Cavendish                  | Team High Road        |
| 17    | Grand Prix de Denain             | Edvald Boasson Hagen            | Team High Road        |
| 19    | Tour du Finistère                | David Le Lay                    | Bretagne Armor Lux    |
| 20    | Giro d'Oro                       | Gabriele Bosisio                | LPR Brakes            |
| 20    | Tro Bro Leon                     | Frédéric Guesdon                | La Française des jeux |
| 22-25 | Tour du Trentin                  | Vincenzo Nibali                 | Liquigas              |
| 23    | Flèche wallonne                  | Kim Kirchen                     | Team High Road        |
| 25-27 | Tour de La Rioja                 | Manuel Calvente                 | Contentpolis-Murcia   |
| 27    | Tour de Hollande-Septentrionale  | Robert Wagner                   | Skil-Shimano          |
| 27    | Liège-Bastogne-Liège             | Alejandro Valverde              | Caisse d'Épargne      |

#### Mai 2008
| Date  | Nom et localisation de la course                        | Nom et nationalité du vainqueur | Son équipe                 |
| ----- | ------------------------------------------------------- | ------------------------------- | -------------------------- |
| 1er   | Grand Prix de Francfort                                 | Karsten Kroon                   | Team CSC                   |
| 1er   | Subida al Naranco                                       | Xavier Tondo                    | LA-MSS                     |
| 3     | Grand Prix Herning                                      |                                 |                            |
| 3     | Grand Prix de l'industrie et de l'artisanat de Larciano | Eddy Ratti                      | Nippo-Endeka               |
| 3-7   | Tour des Asturies                                       | Ángel Vicioso                   | LA Aluminios               |
| 4     | Tour de Toscane                                         | Mattia Gavazzi                  | Preti Mangimi              |
| 4     | Trophée des grimpeurs                                   | David Le Lay                    | Bretagne Armor Lux         |
| 6-11  | Quatre Jours de Dunkerque                               | Stéphane Augé                   | Cofidis                    |
| 8-11  | Szlakiem Grodów Piastowskich                            | Bartosz Huzarski                | Équipe nationale polonaise |
| 10-11 | Clásica de Alcobendas                                   | Ezequiel Mosquera               | Karpin Galicia             |
| 12    | Neuseen Classics – Rund um die Braunkohle               | Steffen Radochla                | Elk Haus-Simplon           |
| 14    | Batavus Prorace                                         | Gert Steegmans                  | Quick Step                 |
| 15-18 | GP Internacional Paredes Rota dos Móveis                | Pedro Cardoso                   | LA-MSS                     |
| 16-18 | Tour de Picardie                                        | Sébastien Chavanel              | La Française des jeux      |
| 21-25 | Circuit de Lorraine                                     | Steve Chainel                   | Auber 93                   |
| 23    | Grand Prix de Tallinn-Tartu                             | Mart Ojavee                     | Rietumu Bank-Riga          |
| 24    | SEB Tartu GP                                            | Aleksejs Saramotins             | Rietumu Bank-Riga          |
| 31    | Grand Prix de Plumelec-Morbihan                         | Thomas Voeckler                 | Bouygues Telecom           |
| 31    | Grand Prix Kranj                                        | Grega Bole                      | Adria Mobil                |

#### Juin 2008
| Date  | Nom et localisation de la course                  | Nom et nationalité du vainqueur | Son équipe                        |
| ----- | ------------------------------------------------- | ------------------------------- | --------------------------------- |
| 28-1  | Tour de Bavière                                   | Christian Knees                 | Team Milram                       |
| 28-1  | Tour de Belgique                                  | Stijn Devolder                  | Quick Step-Innergetic             |
| 1     | Boucles de l'Aulne                                | Romain Feillu                   | Agritubel                         |
| 4-8   | Tour de Luxembourg                                | Joost Posthuma                  | Rabobank                          |
| 6-8   | Bicyclette basque                                 | Eros Capecchi                   | Saunier Duval-Prodir              |
| 7     | Grand Prix de la Forêt-Noire                      | Mathias Frank                   | Gerolsteiner                      |
| 7     | Mémorial Marco Pantani                            | Enrico Rossi                    | NGC Medical - OTC Industria Porte |
| 8     | Grand Prix du canton d'Argovie                    | Lloyd Mondory                   | AG2R La Mondiale                  |
| 10-14 | Tour de Slovénie                                  | Jure Golčer                     | LPR Brakes                        |
| 11    | Veenendaal-Veenendaal                             | Robert Förster                  | Gerolsteiner                      |
| 12-15 | Grand Prix International CTT Correios de Portugal | Nuno Ribeiro                    | Liberty Seguros                   |
| 13-15 | Delta Tour Zeeland                                | Christopher Sutton              | Slipstream Chipotle               |
| 17-21 | Ster Elektrotoer                                  | Enrico Gasparotto               | Barloworld                        |
| 19-22 | Route du Sud                                      | Daniel Martin                   | Slipstream Chipotle               |
| 25    | Halle-Ingooigem                                   | Gert Steegmans                  | Quick Step-Innergetic             |

#### Juillet 2008
| Date  | Nom et localisation de la course                  | Nom et nationalité du vainqueur | Son équipe                   |
| ----- | ------------------------------------------------- | ------------------------------- | ---------------------------- |
| 2-6   | Course de Solidarność et des champions olympiques | Łukasz Bodnar                   | DHL-Author                   |
| 5     | Criterium d'Abruzzo                               | Annulé                          |                              |
| 6     | Tour du Doubs                                     | Anthony Geslin                  | Bouygues Telecom             |
| 6-13  | Tour d'Autriche                                   | Thomas Rohregger                | Elk Haus-Simplon             |
| 9-13  | Trophée Joaquim Agostinho                         | Tiago Machado                   | Madeinox-Boavista            |
| 18-20 | Tour de la communauté de Madrid                   | Oleg Chuzhda                    | Contentpolis-Murcia          |
| 20    | Trophée Matteotti                                 | Paolo Bettini                   | Quick Step                   |
| 23-27 | Tour de Saxe                                      | Bert Grabsch                    | Team Columbia                |
| 23-27 | Brixia Tour                                       | Santo Anzà                      | Serramenti PVC Diquigiovanni |
| 25    | Classique d'Ordizia                               | Vladimir Karpets                | Caisse d'Épargne             |
| 26-30 | Tour de Wallonie                                  | Serguei Ivanov                  | Astana                       |
| 31    | Circuit de Getxo                                  | Reinier Honig                   | P3 Transfer-Batavus          |

#### Août 2008
| Date          | Nom et localisation de la course                                    | Nom et nationalité du vainqueur | Son équipe            |
| ------------- | ------------------------------------------------------------------- | ------------------------------- | --------------------- |
| 30/07 - 03/08 | Tour du Danemark                                                    | Jakob Fuglsang                  | Designa Køkken        |
| 1             | Grand Prix de l'industrie, du commerce et de l'artisanat de Carnago | Francesco Ginanni               | Serramenti PVC Diq.   |
| 2             | Grand Prix Nobili Rubinetterie                                      | Giampaolo Cheula                | Barloworld            |
| 3             | Tour des Apennins                                                   | Alessandro Bertolini            | Serramenti PVC Diq.   |
| 3             | Tour de Bochum                                                      | Eric Baumann                    | Team Sparkasse        |
| 3             | Subida a Urkiola                                                    | David Arroyo                    | Caisse d'Épargne      |
| 3             | La Polynormande                                                     | Arnaud Gérard                   | La Française des jeux |
| 5-9           | Tour de Burgos                                                      | Xabier Zandio                   | Caisse d'Épargne      |
| 6-7           | Paris-Corrèze                                                       | Miyataka Shimizu                | Meitan Hompo-GDR      |
| 7             | Grand Prix de la ville de Camaiore                                  | Leonardo Bertagnolli            | Liquigas              |
| 10-13         | Tour de l'Ain                                                       | Linus Gerdemann                 | Team Columbia         |
| 19            | Grand Prix de la ville de Zottegem                                  | Roy Sentjens                    | Silence-Lotto         |
| 19            | Trois vallées varésines                                             | Francesco Ginanni               | Serramenti PVC Diq.   |
| 20            | Coppa Agostoni                                                      | Linus Gerdemann                 | Team Columbia         |
| 21            | Coppa Bernocchi                                                     | Steve Cummings                  | Barloworld            |
| 19-22         | Tour du Limousin                                                    | Sébastien Hinault               | Crédit agricole       |
| 23            | Trophée Melinda                                                     | Leonardo Bertagnolli            | Liquigas              |
| 24            | Clasica a los Puertos                                               | Levi Leipheimer                 | Astana                |
| 13-24         | Tour du Portugal                                                    | David Blanco                    | Palmeiras Resort      |
| 20-24         | Regio-Tour                                                          | Björn Schröder                  | Team Milram           |
| 27            | Druivenkoers Overijse                                               | Dominic Klemme                  | 3C Gruppe             |
| 27-31         | Tour d'Irlande                                                      | Marco Pinotti                   | Team Columbia         |
| 31            | Châteauroux Classic                                                 | Anthony Ravard                  | Agritubel             |
| 31            | Tour de Vénétie                                                     | Francesco Ginanni               | Serramenti PVC Diq.   |
| 31            | Tour de Rijke                                                       | Steven de Jongh                 | Quick Step-Innergetic |

#### Septembre 2008
| Date  | Nom et localisation de la course                  | Nom et nationalité du vainqueur | Son équipe            |
| ----- | ------------------------------------------------- | ------------------------------- | --------------------- |
| 2     | Coupe Sels                                        | Elia Rigotto                    | Team Milram           |
| 3     | Mémorial Rik Van Steenbergen                      | Gert Steegmans                  | Quick Step            |
| 6     | Coppa Placci                                      | Luca Paolini                    | Acqua & Sapone        |
| 7     | Tour de Romagne                                   | Enrico Gasparotto               | Barloworld            |
| 7     | Grand Prix Jef Scherens                           | Wouter Mol                      | P3 Transfer-Batavus   |
| 7-14  | Tour de Grande-Bretagne                           | Geoffroy Lequatre               | Agritubel             |
| 13    | - Paris-Bruxelles                                 | Robbie McEwen                   | Silence-Lotto         |
| 14    | Grand Prix de Fourmies                            | Giovanni Visconti               | Quick Step-Innergetic |
| 14    | Tour de Nuremberg                                 | André Greipel                   | Columbia              |
| 17    | Grand Prix de Wallonie                            | Stefano Garzelli                | Acqua & Sapone        |
| 19    | Tour de la Somme                                  | William Bonnet                  | Crédit agricole       |
| 19    | Championnat des Flandres                          | André Greipel                   | Columbia              |
| 20    | Memorial Viviana Manservisi                       | Alessandro Petacchi             | LPR                   |
| 21    | Grand Prix d'Isbergues                            | William Bonnet                  | Crédit agricole       |
| 21    | Grand Prix de l'industrie et du commerce de Prato | Mikhaylo Khalilov               | Ceramica Flaminia     |
| 24    | Circuit du Houtland - Lichtervelde                | Martin Pedersen                 | GLS                   |
| 24-27 | Tour du Poitou-Charentes                          | Benoît Vaugrenard               | La Française des jeux |
| 30    | Omloop van de Vlaamse Scheldeboorden              | Wouter Weylandt                 | Quick Step-Innergetic |

#### Octobre 2008
| Date | Nom et localisation de la course | Nom et nationalité du vainqueur | Son équipe            |
| ---- | -------------------------------- | ------------------------------- | --------------------- |
| 2-5  | Circuit franco-belge             | Juan Antonio Flecha             | Rabobank              |
| 3    | Münsterland Giro                 | André Greipel                   | Columbia              |
| 4    | Mémorial Cimurri                 | Mikhaylo Khalilov               | Ceramica Flaminia     |
| 5    | Tour du Piémont                  | Francesco Masciarelli           | Acqua & Sapone        |
| 5    | Tour de Vendée                   | Koldo Fernández                 | Euskaltel-Euskadi     |
| 9    | Coppa Sabatini                   | Mikhaylo Khalilov               | Ceramica Flaminia     |
| 9    | Paris-Bourges                    | Bernhard Eisel                  | Columbia              |
| 11   | Tour d'Émilie                    | Danilo Di Luca                  | LPR Brakes            |
| 12   | Grand Prix Bruno Beghelli        | Alessandro Petacchi             | LPR Brakes            |
| 12   | Paris-Tours                      | Philippe Gilbert                | La Française des jeux |
| 14   | Prix national de clôture         | Hans Dekkers                    | Mitsubishi-Jartazi    |
| 16   | Tour du Piémont                  | Daniele Bennati                 | Liquigas              |

### Classements finals
Classement individuel
|    | Coureur           | Pays     | Équipe                                            | Pts   |
| 1  | Enrico Gasparotto | Italie   | Barloworld                                        | 644   |
| 2  | Stefano Garzelli  | Italie   | Acqua & Sapone                                    | 588,2 |
| 3  | Mikhaylo Khalilov | Ukraine  | Ceramica Flaminia                                 | 488   |
| 4  | Luca Paolini      | Italie   | Acqua & Sapone                                    | 476,2 |
| 5  | Danilo Di Luca    | Italie   | LPR Brakes                                        | 454,2 |
| 6  | Stefan van Dijk   | Pays-Bas | Mitsubishi-Jartazi                                | 448   |
| 7  | Héctor Guerra     | Portugal | Liberty Seguros                                   | 421   |
| 8  | Francesco Ginanni | Italie   | Serramenti PVC Diquigiovanni - Androni Giocattoli | 407,4 |
| 9  | Eddy Ratti        | Italie   | Nippo-Endeka                                      | 336   |
| 10 | Bobbie Traksel    | Pays-Bas | P3 Transfer-Batavus                               | 335   |

Classement par équipes
|    | Équipes                                           | Pays        | Pts     |
| 1  | Acqua & Sapone                                    | Italie      | 1875    |
| 2  | Barloworld                                        | Royaume-Uni | 1749    |
| 3  | LPR Brakes                                        | Irlande     | 1672.6  |
| 4  | Agritubel                                         | France      | 1640    |
| 5  | Perutnina Ptuj                                    | Slovénie    | 1313    |
| 6  | Mitsubishi-Jartazi                                | Estonie     | 1271    |
| 7  | Ceramica Flaminia                                 | Irlande     | 1204    |
| 8  | Serramenti PVC Diquigiovanni - Androni Giocattoli | Venezuela   | 1137.6  |
| 9  | Rabobank Continental                              | Pays-Bas    | 1105.92 |
| 10 | Liberty Seguros                                   | Portugal    | 1082    |